# Tělovýchovná jednota Sparta ČKD Praha 1981-1982
Questa voce raccoglie le informazioni riguardanti il Tělovýchovná jednota Sparta ČKD Praha nelle competizioni ufficiali della stagione 1981-1982.

## Stagione
Lo Sparta Praga giunge sesto in campionato. In Coppa UEFA il Neuchâtel estromette i cechi nei trentaduesimi di finale (4-0 a Neuchâtel Xamax e 2-3 a Praga).

## Organigramma societario

### Staff tecnico
- Allenatore: Dušan Uhrin
- Vice allenatore: Vladimír Táborský

## Rosa
| N. |                           | Ruolo | Calciatore       |
| -- | ------------------------- | ----- | ---------------- |
|    | Cecoslovacchia (bandiera) | P     | Andre Houška     |
|    | Cecoslovacchia (bandiera) | P     | Miroslav Koubek  |
|    | Cecoslovacchia (bandiera) | D     | Jiří Kabyl       |
|    | Cecoslovacchia (bandiera) | D     | Jaroslav Kotec   |
|    | Cecoslovacchia (bandiera) | D     | Zdeněk Ščasný    |
|    | Cecoslovacchia (bandiera) | D     | František Straka |
|    | Cecoslovacchia (bandiera) | C     | Jan Berger       |

| N. |                           | Ruolo | Calciatore         |
| -- | ------------------------- | ----- | ------------------ |
|    | Cecoslovacchia (bandiera) | C     | Jozef Chovanec     |
|    | Cecoslovacchia (bandiera) | C     | Daniel Drahokoupil |
|    | Cecoslovacchia (bandiera) | C     | Ivan Hašek         |
|    | Cecoslovacchia (bandiera) | C     | Josef Jarolím      |
|    | Cecoslovacchia (bandiera) | A     | Václav Kotal       |
|    | Cecoslovacchia (bandiera) | A     | Stanislav Griga    |
|    | Cecoslovacchia (bandiera) | A     | Petr Slany         |

## Calciomercato
Rispetto alla precedente stagione vengono ceduti Tomáš Stranský (Zbrojovka Brno) e Zbynek Houška, quest'ultimo ceduto nel gennaio del 1981 all'Arsenal Česká Lípa. Vengono acquistati Houška, Kabyl, Berger (Dukla Praga), Chovanec, Drahokoupil, Hašek e Griga (Žilina).